# هيغاشينادا-كو
هيغاشينادا-كو (باليابانية: 東灘区) هو حي في اليابان، يقع في كوبه، بلغ عدد سكانه 214,156 نسمة وذلك حسب إحصائيات سنة 2017، تبلغ مساحته 30.36 كيلومتر مربع.

## أعلام
- ياسوهيرو تسوجي
- كوداي ماتسوموتو